# Extáze (stav)
Extáze (z řeckého εκστασις‎) je označení stavu, ve kterém člověk nevnímá své okolí a prožívá pouze psychické blaho, většinou na úkor fyzického. Extatický stav byl od pradávna součástí či vrcholem náboženských rituálů a představ.
Dotyčný jedinec překročí své obyčejné myšlení a poddává se výjimečným myšlenkám a zážitkům jako například hluboké citové cítění, intenzivní soustředění na zadaný úkol, neobyčejné fyzické schopnosti a hlavně neobyčejné duševní cítění, které může být vnímáno jako duchovní (náboženské) vnímání – častá forma extáze především u silně nábožensky založených zemí jako je Indie či Filipíny.
Často tento stav bývá doprovázen zmenšenou pozorností vůči ostatním faktorům jako je fyzická kondice nebo rozšířené vnímání okolního světa, což může vést k velmi nebezpečným situacím. Na druhé straně, podniknutí duchovní cesty v extatickém vytržení zahrnuje odstavení veškeré dobrovolné tělesné aktivity.

## Extáze v antické filosofii
Jisté náznaky „extatičnosti“ můžeme spatřit již u Platóna (427–347 př. n. l.), když mluví o „mánii“ (μανια, θεια μανια), obzvláště v souvislosti s uměním či věšteckou praxí. 
Rozbor výrazu „ekstasis“ jako první systematicky učinil židovský filosof Filón Alexandrijský (cca 20–50  n. l.).
O extatickému prožitku v období novoplatónismu vypovídá především Plótinos (205–270 n. l.), údajně na základě vlastní zkušenosti.

## Extáze v křesťanství

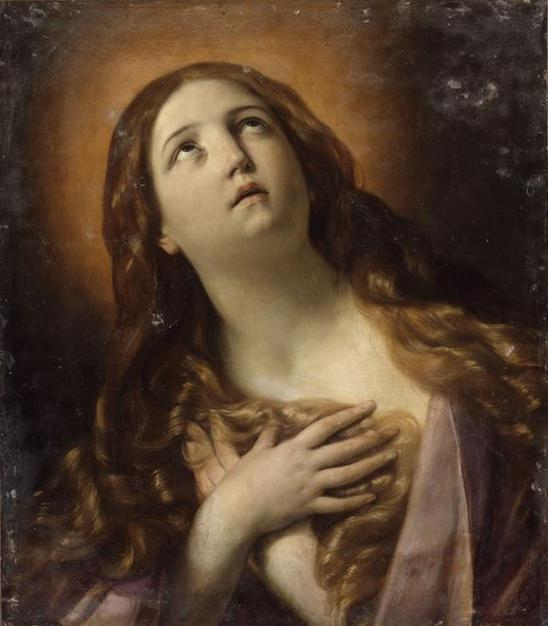
Extáze Máří Magdalény

Extáze v křesťanství není chápána jako důsledek nějaké techniky, ale spíše jako důsledek intimního vztahu dvou osob – člověka a Boha, kdy člověk je tak „zaujat“ druhým, že zapomíná na sebe, „vychází ze sebe“ (tj. význam slova „ekstasis“) ke druhému a spočívá v Milovaném, jenž toto učinil jako první (až k oběti kříže). Tak by se dalo říci, že extáze je důsledkem modlitby, chápeme-li dle sv. Terezie z Avily modlitbu jako „důvěrný rozhovor s přítelem“, nebo spíše důsledkem pozvání člověka Bohem k intimnímu vztahu.
V tomto ohledu je otázkou, zdali lze v nekřesťanských náboženstvích hovořit u podobných mimořádných projevů o extázi nebo raději spíše o transu, který oproti extázi není „vyjitím k někomu“, ale spíše pouhým „vyprázdněním se ode všeho“. 
O extázi coby důsledku modlitby a vztahu člověka s Bohem vypovídá ve svém díle např. sv. Bernard z Clairvaux, sv. Terezie z Avily, sv. Jan od Kříže, sv. František Saleský, sv. Tomáš Akvinský, sv. Bonaventura, svatoviktorínská škola a mnozí další. 
Pomineme-li svědectví prvních křesťanských poustevníků (Apofthegmata, Historia Lausiaca ad.), jedním z prvních křesťanských autorů, kteří mluví o extázi (ekstαsis), je křesťanský novoplatónik Pseudo-Dionýsios Areopagita (5. stol.), který dokonce vypovídá o „extázi“ Boha, jenž zve člověka k účasti na své „ekstasis“.